# 劉セイラ
劉 セイラ（りゅう セイラ、1985年11月25日 - ）は、日本で活動している中華人民共和国出身の女性声優、漫画家、ラジオパーソナリティ、アニメーター。青二プロダクション（ジュニア）所属から2015年4月3日、青二プロダクション所属へ変更。中国北京市出身。北京外国語大学卒業。

## 人物・経歴
幼稚園のテレビで観たアニメ『聖闘士星矢』のオープニングやエンディングの歌から日本語に惹かれ、アニメが好きになり、将来アニメと関係がある仕事に就きたいと思うようになった。小学校6年生のとき、中国語字幕付きの『新世紀エヴァンゲリオン』を見て、日本の声優の演技に衝撃を受け、声優という仕事や日本語に憧れを抱くようになる。
高校時代には同人ゲーム、オリジナルドラマCDなどの製作に参加し、「kkryu」の名義で声優・歌手活動を行う。高校3年生のとき、アニメ『鋼の錬金術師』に感動し、また主人公を演じた声優、朴璐美の名前を見て「外国人でも声優になれる」と思いこみ、(朴璐美が日本生まれ日本育ちであることを知らず、後にその事実を知り愕然とすることとなる)将来の夢を声優に決めて北京外国語大学日本語学科に入学した（#エピソードに後述）。
北京外国語大学日本語科在学中の2006年、日本でアニメ声優になる夢を追いかけ、交換留学生として来日。愛知文教大学国際文化学部（現・人文学部）で10か月間の留学生活を送った。2008年に北京外国語大学を卒業。卒業後は日本工学院専門学校へ2年間の留学のため再び来日する。日本工学院在学中、『明・めぐみのドリーム・ドリーム・パーティ』にD.F.A.7期生として出演する。
2011年には長編アニメーションとしては初の日中共同制作で、中国のベストセラー小説を原作とした劇場版映画『チベット犬物語』（中国語題『藏獒多吉』）の中国語版で、主人公「田勁（テムシン）」役に映画初出演にして主役抜擢される。また、同年7月7日より中国全土で公開され、制作に5年の歳月が費やされた中国の国産劇場版アニメ映画『魁拔（KUIBA／クイーバ）』においても主演を飾った。作中では主役「蛮吉（マンジー）」のほか、「元（ユェン）」などいくつかのキャラクターを演じている。さらにこの作品では中国語版と日本語版両方に声優として参加した。
この年より青二プロダクションジュニア所属の「劉セイラ」名義で、日本でアニメ声優としての活動を本格的に開始する。日本での活動と同時に、中国国内でも本名の「刘婧荦 [劉婧犖]」、または「kkryu」の名義で、母語である北京語による活動の他、イベントでは得意の日本語とのバイリンガルの能力を活かして通訳や司会をこなすなど、日中を股にかけて声優活動に留まらず幅広く活躍している。また、かつてニコニコ動画で「パンダ氏」名義で活動していたこともある。
2017年には、エッセイ漫画『教えて 劉老師! 2カ国語声優の日常』で漫画家デビューする。

### 日本語力
劉の日本語での演技について、朝日新聞はアニメ『美少女戦士セーラームーンCrystal』での演技を「その発音やイントネーションは、日本語ネイティブでないとは信じられないほど正確」と紹介している。
あさのますみ原作、畑健二郎作画の漫画作品『それが声優!』のweb4コマ漫画版にはゲストとして登場している。漫画の紹介文で劉の日本語力は「びっくりするくらい堪能で、ボキャブラリーなんて、平均的な日本人より多いかも！」と紹介されている。
2024年4月から9月までのNHKラジオ「まいにち中国語」のナビゲーターとしてレギュラー出演（※10月からは2019年度の再放送）。明瞭な中国語は勿論のこと、ネイティブの日本人と遜色ない、聴き取りやすく、正確な日本語で番組をナビゲーションし、日本語ネイティブ話者でなくともここまで話せるようになるというお手本として、また劉セイラ自身もかつてはカタカナなど日本語習得に苦労した語学習者としての視点も交えて番組に貢献した。また、テキストには劉セイラ自身の日本語学習経験を描いた「セイラのほのぼの語学道」を4月から連載中。

## エピソード
- 意識して発話する場では特に、日本語母語話者と区別できないほどの訛りの非常に少ない流暢な日本語を話す。そのため日本語のナレーションの仕事を多くこなしている。書き言葉についても同様。日本語関連資格では日本語能力試験1級、ビジネス能力検定3級を保有する。
- 香港出身で現在日本に留学中の人気ニコニコ歌手、ほんこーんとの会話は、中国人同士でありながらも広東語を母語とするほんこーんと北京語を母語とする劉との間にある方言の違いゆえに成り立たないため、日本語によって行うという。
- 北京生まれ北京育ちで生粋の中国人である彼女が日本で声優を目指すという困難に挑んだ理由は、夢の実現のためという情熱以外にも、現在の中国ではまだアニメ声優という職業が十分に確立していないという切実な現実問題が背景にあることも一因だという。
- 中学生のとき、日本語の文法が分からないままに『新世紀エヴァンゲリオン』のキャラクターのセリフを真似て演じ分けてネット掲示板に音声を投稿。評価の声や日本で声優になるように薦める反応が集まったという[4]。
- 『鋼の錬金術師』の大ファンで、声優業に憧れたのも主演を演じた朴璐美の名前の字面を見て日本国外出身者だと思い、「前例がいるのだから、外国人の自分でもアニメの声優ができる」と思ったからだという。朴は韓国籍だったが日本生まれ日本育ちであり（のちに帰化し、現在は日本国籍）、劉がその事実を知ったのは来日後だった[4]。
- 『らんま1/2』のテレビアニメでは、2024年版にてシャンプーが中国で乱馬親子相手に話していた中国語のセリフを監修。シャンプー役の佐久間レイもそれに沿ったセリフを話している[12][注 1]。

## 出演
太字はメインキャラクター。

### テレビアニメ
2012年
- キングダム（公の母）
- CØDE:BREAKER（異能の少年）
- 絶園のテンペスト（TVアナウンサー） - 日本のテレビアニメ初出演作

2014年
- ドラゴンコレクション（タルテ）
- 目玉焼きの黄身 いつつぶす?（千夏、近藤夫人）
- ONE PIECE（少年、妻）
- くつだる。（パー坊、学生、のむとヒゲール）

2015年
- 雛蜂-BEE- 日本語版（女の子、通行人の女性、一般人G）

2016年
- アイドルメモリーズ（安川みなと）
- 侍霊演武:将星乱（凌雲）
- ブブキ・ブランキ 星の巨人（おばちゃん、ホテル客）

2017年
- 正解するカド（空港アナウンス）
- 時間の支配者（ヴィクト〈幼少期〉）

2018年
- TO BE HEROINE（東瀛刀一〈トウイチ〉）
- 若おかみは小学生!（林佳鈴）
- 悪偶 -天才人形-（黒曼）

2019年
- 群青のマグメル（クリクス、キャスター、ステイン、ポラン、テレビナレーション 他）

2020年
- pet（乾の母、メイリン、大使夫人）
- ソードアート・オンライン アリシゼーション War of Underworld（莓莓香のフレンドA）
- GREAT PRETENDER（受付嬢）

2022年
- 殺し愛（美人局の女）
- 異世界おじさん（神）
- Do It Yourself!! -どぅー・いっと・ゆあせるふ-（木戸間先生）

2023年
- REVENGER（唐人店員、唐人女性客A、雪梅） - 中国語監修も担当
- 夢見る男子は現実主義者（大槻先生）

2024年
- 最弱テイマーはゴミ拾いの旅を始めました。（フェシーラ）
- ラブライブ!スーパースター!!
- 君は冥土様。（雪の母）
- らんま1/2 (2024)（女傑族） - 中国語監修も担当

### 劇場アニメ
- 魁拔（KUIBA／クイーバ）（中国語版）（2011年、蛮吉 [マンジー]、元 [ユェン]）
- チベット犬物語 〜金色のドージェ〜 [藏獒多吉]（中国語版）（2011年、田勁 [テンジン]）
- 楽園追放 -Expelled from Paradise-（2014年、政府広報丶少年;少女[17]）
- 羅小黒戦記 ぼくが選ぶ未来（2020年、モモ）
- 劇場版 美少女戦士セーラームーンCosmos（2023年、月野進悟）

### OVA
- Vassalord.（2013年、子ども）※コミックス第7巻アニメイト限定版特典

### Webアニメ
- 阿狸·信燕（2011年、阿狸）
- 美少女戦士セーラームーンCrystal（2014年、月野進悟[18]、女性 、婦人）
- 生放送アニメ 直感×アルゴリズム♪（2017年、Bunny P[19]）
- ReVdol! -VIRTUAL IDOLS NEXT TO YOU-（2018年、ヴィヴィアン）
- Shenmue the Animation（2022年、女性店員）

### ゲーム
2011年
- パラディン5（冰鱗）

2012年
- モンスター烈伝 オレカバトル（バチ / 知将バーチ）

2013年
- パラディン5前編（暮檀桓）

2014年
- 封印勇者!マイン島と空の迷宮（キャラ）
- 魔法少女大戦 ZANBATSU（キト・ホタルイ）

2015年
- デジモンストーリー サイバースルゥース（フェイ）

2016年
- あんさんぶるガールズ!!（龍泉寺レンレン）
- 新甲虫王者ムシキング（立原エイキチ）
- 且聽琴語Grobda Remix（嶺原詩月）
- デジモン伝説：ウェブ探偵（菲）
- ザ・キング・オブ・ファイターズ シリーズ（2016年 - 2021年、明天君） - 2作品

2017年
- 夢間集（エツジョ）
- ヴァルハラフロント〜パニッシュメントデイズ〜（紅月龍）

2018年
- アビス・ホライズン（寧海、平海）

2019年
- リボルバーズエイト（マッチ売りの少女）
- SAMURAI SPIRITS（呉瑞香）

2020年
- 聖闘士星矢 ライジングコスモ（蛇遣い星座・シャイナ）

### 吹き替え
- アイリッシュ・ウィッシュ（エマ〈エリザベス・タン〉）

### アニメ吹き替え（中国語）
- Robotech: The Shadow Chronicles（マイア・スターリング）
- 超劇場版ケロロ軍曹（西澤桃華）
- 超劇場版ケロロ軍曹2 深海のプリンセスであります!（西澤桃華、メール）
- TOYOTA 雲動計画プロモーションアニメ（アトム、ウラン）
- 冷蔵庫中の小人（パル）

### ドラマCD
- √3＝ (ひとなみにおごれやおなご) vol.1（女生徒A[27]）

### ラジオドラマ
- FMシアター（NHK-FM）
  - 『聖地じゃない』（2025年6月7日）[28] - チュンラン 役

### 舞台劇
- Precious Stone（2011年12月6日 - 11日）
- 銀河英雄伝説（2014年）

### ナレーション、パーソナリティ、朗読など
2012年
- NHK Eテレ「テレビで中国語」ナレーション（中国語・日本語）
- NHK WORLD RADIO「東京楽園」パーソナリティおよび「日本民間故事」朗読
- ANA（全日本空輸）中日通航25周年記念プロモーション ナレーション
- 季刊「中国語ジャーナル」付録CD ナレーション（中国語）

2013年
- アニメミライ 海外広報担当および「アニメミライ 2011・2012 セレクション」JAL 国際線機内上映番組のナレーション（日本語）

2014年
- テレビ朝日 テレ朝動画「SNH48のシャンハイスクール48」ナレーション（中国語・日本語）

2019年
- NHKラジオ「レベルアップ 中国語」（2016年1月 - 3月、7月 - 9月、2017年10月 - 12月の再放送　NHKラジオ第2放送）

2024年
- NHKラジオ「まいにち中国語」(2024年4月 - 9月の放送　NHKラジオ第2放送)

2025年
- NHKラジオ「まいにち中国語」(2025年4月 - 9月の放送　NHKラジオ第2放送)

### その他
- バーチャル・シンガー「VOCALOID3」『言和』
- 早稲田大学がedXで配信するMOOC[注 2]『Japanese Pronunciation for Communication』に「日本語音声発音の達人」として自身の日本語学習経験を紹介（2016年12月5日配信分）
- チャイナPOP研究会「羅小黒戦記」その先の中国ポップカルチャーの世界へ（2023年、講師[30]）

## 作品リスト
- 『教えて 劉老師！ 2カ国語声優の日常』集英社〈ヤングジャンプコミックスDIGITAL〉、2018年5月

2017年から2018年にかけて『ふんわりジャンプ』（集英社）で連載された。
- 『中華は難しくない！(1) 劉セイラのテキトー中華レシピマンガ』ナンバーナイン、2021年1月
- 『中華は難しくない！(2) 〜夏〜劉セイラのテキトー中華レシピマンガ』ナンバーナイン、2021年7月
- 『中国少女、日本で声優になる。』 - 2021年9月から『本当にあった笑える話』（ぶんか社）で連載開始[31]。

- 『セイラのほのぼの語学道』NHKラジオ「まいにち中国語」テキストで2024年4月から連載中。